# Médaille du service méritoire (Canada)
La Médaille de service méritoire (MSM) est l'une des deux décorations de service méritoire du système de distinctions canadien avec la Croix du service méritoire. Il en existe deux versions : la division militaire et la division civile. La Médaille du service méritoire (division militaire) est remise aux membres des Forces canadiennes (FC) en reconnaissance de « l'accomplissement d'un acte ou d'une activité militaire témoignant d'un professionnalisme très élevé ou d'un degré d'excellence peu commun qui fait grandement honneur aux FC ou qui leur procure des avantages ».